# دیان کوریس
دیان کوریس (فرانسوی: Diane Kurys‎؛ زادهٔ ۳ دسامبر ۱۹۴۸) فیلم‌نامه‌نویس، تهیه‌کننده فیلم، کارگردان فیلم و بازیگر اهل فرانسه است.
از فیلم‌ها یا برنامه‌های تلویزیونی که وی در آن نقش داشته‌است، می‌توان به کازانووای فلینی و یک مرد عاشق اشاره کرد.